# Sphagnum fuscum

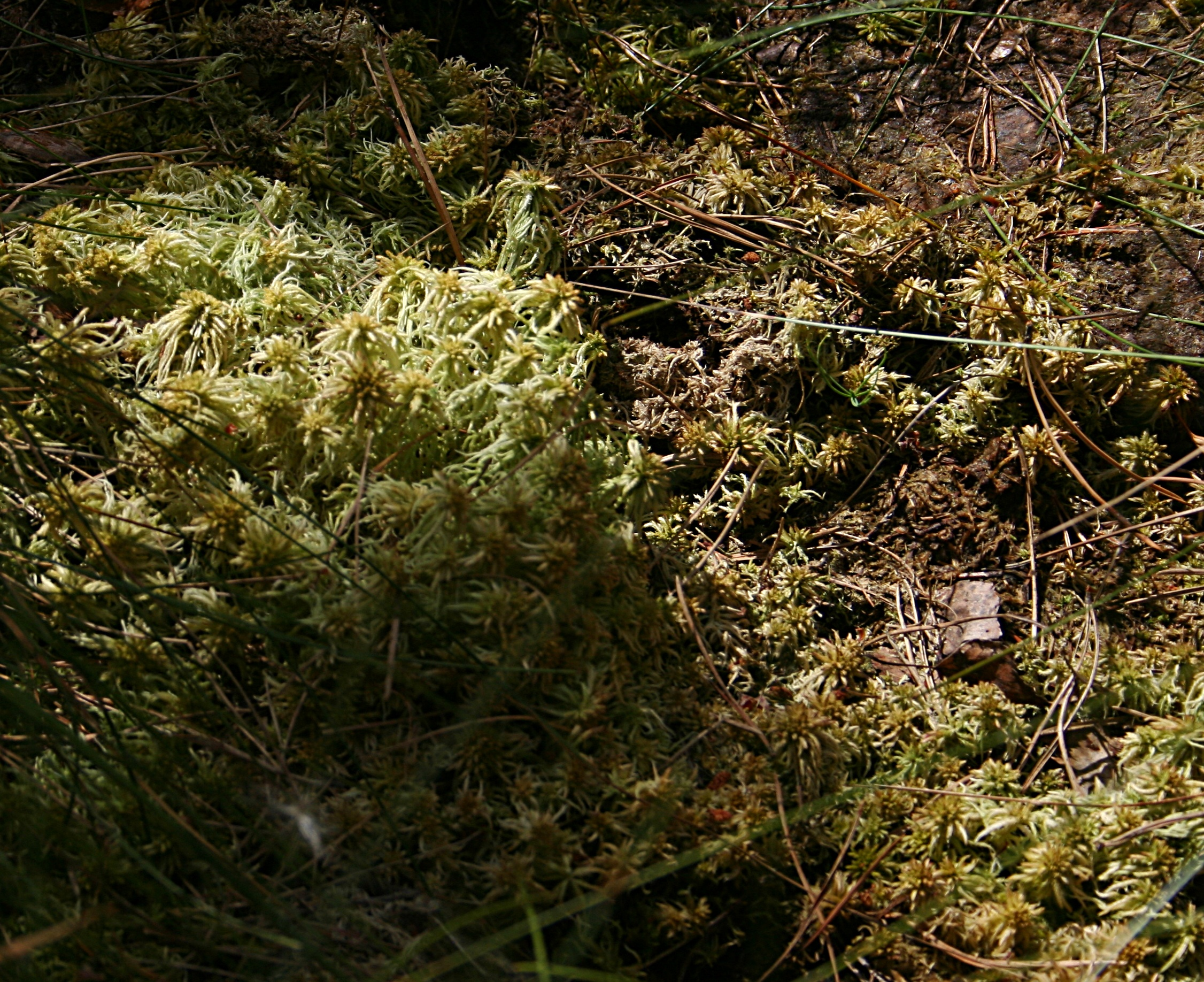
Sphagnum fuscum im polnischen Wdecki Park Krajobrazowy (deutsch Landschaftsschutzpark Schwarzwasser)

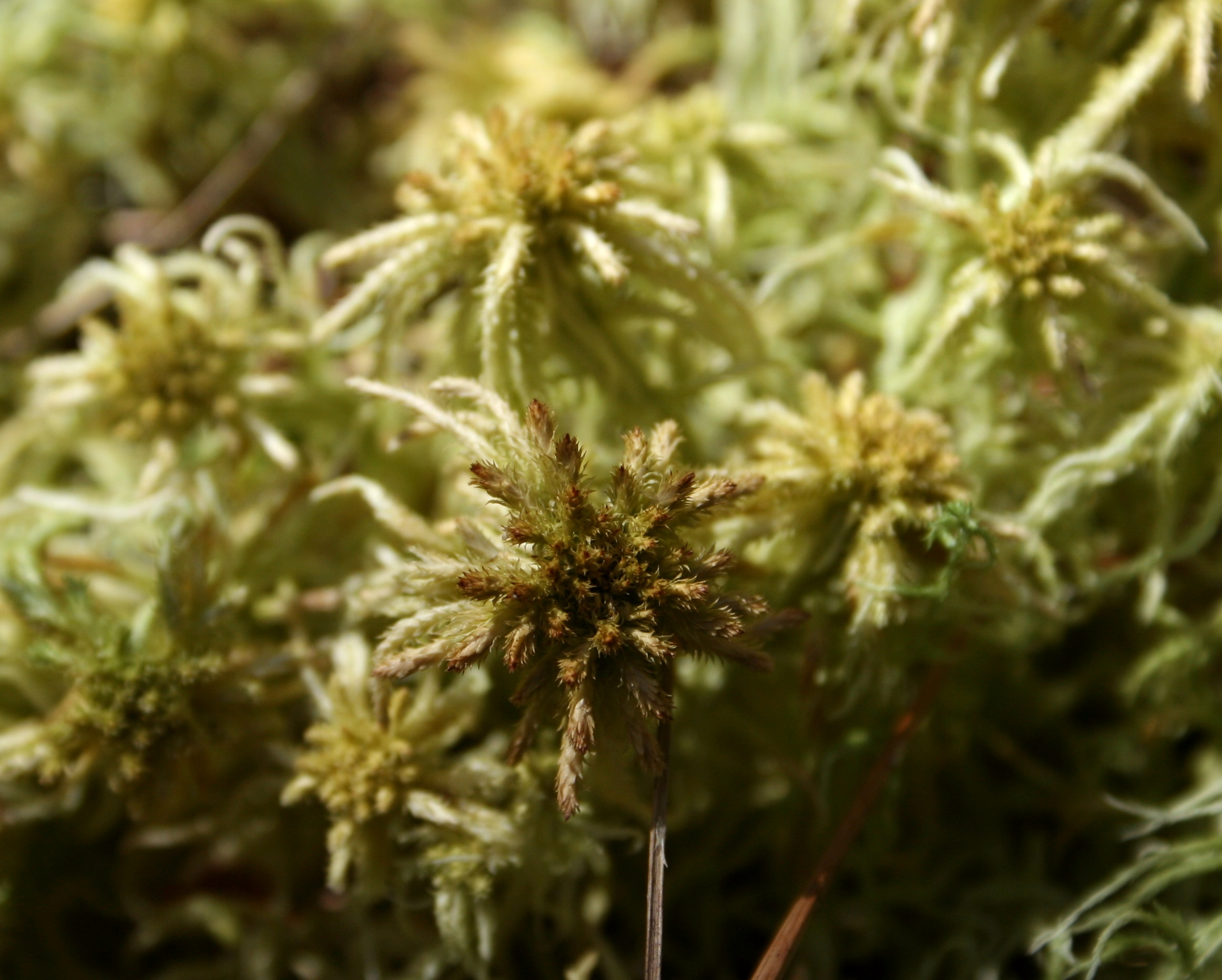
Sphagnum fuscum im polnischen Wdecki Park Krajobrazowy (deutsch Landschaftsschutzpark Schwarzwasser)

Sphagnum fuscum ist ein Torfmoos, das mit seiner Gattung Sphagnum zu den Laubmoosen gehört. Diese Art wird in deutschsprachigen Regionen „Braunes Torfmoos“ genannt.

## Beschreibung

### Merkmale der Pflanze
Sphagnum fuscum ist eine Torfmoosart, die je nach Lebensraum und Wachstumsphase sowohl eine grünlichbraune als auch rötlichbraune Färbung aufweisen kann. Die Pflanzen sind klein, bis zu 12 cm hoch und schlank bei normaler Dichte. Sie zeigen in trockenem Zustand keinen oder nur einen wenig ausgeprägten metallischen Schimmer. Die „Köpfchen“ oder „Endknospen“ in Form einer palmenartigen Krone an der Spitze der Stämmchen sind schmal und an der Spitze abgeflacht.
Auf Grund einiger prägnanter morphologischer Unterschiede wurde schon lange die Aufteilung in zwei verschiedene Arten in Erwägung gezogen. Innerhalb dieser Art in traditioneller Abgrenzung kann man zwei sehr unterschiedliche Populationen mit dunkel-rötlichbrauner oder braungrüner Färbung des Stammes beschreiben; das Abschlussgewebe des Stämmchens ist glatt und bildet bei beiden Varianten keine Poren. Die Stammblätter zeigen eine zungenförmige Gestalt mit stachelspitzigen oder leicht gezähnten Rändern und eine Länge von 0,8 bis 1,3 Millimeter. Sie differieren hinsichtlich einer entweder breiten zerschlitzten bis gefransten oder einer spitzen, manchmal auch leicht stachelspitzigen, leicht gezähnten und gekerbten Spitze. Die hyalinen Zellen auf der konvexen Oberfläche sind rhombisch gestaltet, entweder nicht oder einmal bis zweimal geteilt und enthalten üblicherweise keine wandverstärkenden Fibrillen. Die dunkle Form wurde 2015 als konspezifisch mit der ursprünglich 2006 aus Nordamerika beschriebenen Art Sphagnum beothuk erkannt, sie wird heute nicht mehr zur Art gerechnet.
An den Stämmchen setzen die Äste in Wirteln mit zwei abstehenden und ein bis zwei hängenden Ästen an. Diese tragen entweder keine Zweige oder sind bis zu fünfreihig ausgebildet.
Die Blätter an den Ästen sind eiförmig-lanzettlich gestaltet und 1,1–1,3 Millimeter lang. Die Spitze ist stark eingerollt und die Blattränder zeigen sich ganzrandig glatt. Die hyalinen Zellen auf der konvexen Oberfläche des Astblattes sind mit Fibrillen und runden bis zu elliptischen Poren entlang der anschließenden Chlorocyten versehen; diese Poren sind an der Basis größer als nahe der Blattspitze. An der konkaven Oberfläche gibt es in der Nähe des Blattrandes große, runde Poren.

### Geschlechtliche Merkmale
Sphagnum fuscum ist zweihäusig ausgerichtet. Die antheridientragenden Äste ähneln den vegetativen Ästen und sind gelblich braun gefärbt. Die Perigonblätter sind klein und breit eiförmig; die perichaetialen Gametangienblätter dagegen sind groß und breit elliptisch. Die Sporenkapseln reifen im Spätsommer. Die Sporen haben Ausmaße von 17 bis 30 µm, sind gelblich und mit einer unterschiedlich stark warzigen Oberfläche versehen.

## Standort und Verbreitung
Sphagnum fuscum wächst zirkumpolar in sauren und meist nährstoffarmen, ombrotrophen Nieder- und Hochmooren, die pH-Werte von 3,4 bis 7,5 aufweisen. Weitere Lebensräume sind schattige, nasse Böden unter Wäldern. Es besiedelt sowohl tiefe als auch mittlere Höhenstufen und Höhenlagen bis zur  montanen Höhenstufe.
Weltweit gesehen ist die Art auf den Kontinenten Eurasien und Amerika anzutreffen. Im Einzelnen werden China, Japan, der russische Ferne Osten und Europa genannt. Am amerikanischen Kontinent wird die Art in Grönland, Kanada und in den USA beschrieben. In Europa wird sie beispielsweise in Norwegen, Finnland, Schweden, Dänemark, Polen, Deutschland, Österreich und der Schweiz angeführt.
Sphagnum fuscum ist mit dem Schmalblättrigen Torfmoos oder auch Kurzblättrigen Torfmoos, dem Trügerischen Torfmoos oder auch Täuschendem Torfmoos, dem Magellans Torfmoos oder auch Mittleren Torfmoos, dem Warzigen Torfmoos, und weniger häufig in nährstoffreicheren Habitaten mit dem Rundlichen Torfmoos (Sphagnum teres) und Warnstorfs Torfmoos (Sphagnum warnstorfii) vergesellschaftet.

## Systematik
Sphagnum fuscum ist ein Torfmoos, das innerhalb der monogenerischen Familie Sphagnaceae der  Gattung Sphagnum und weiters der Sektion Acutifolia zugeteilt wird. Als Synonyme werden Sphagnum acutifolium var. fuscum Schimp., Sphagnum tenuifolium Warnst. und Sphagnum vancouveriense Warnst. angeführt.
Zahlreiche ältere Angaben für die Art beziehen sich ganz oder teilweise auf die erst 2006 neu beschriebene Sphagnum beothuk. Diese Art, die früher als zu Sphagnum fuscum gehörig angesehen wurde, ist in borealen Breiten Europas weit verbreitet und nicht seltener als Sphagnum fuscum im engeren Sinne, regional, so in Irland, sogar weitaus häufiger. Da beide Arten in Europa vor 2015 nicht unterschieden worden sind, können sich unter älteren Angaben von Sphagnum fuscum beide Arten verbergen.

## Gefährdungssituation und Schutzmaßnahmen
Die Bestandssituation von Sphagnum fuscum ist durch die Reduzierung der besiedelten Feuchtgebiete gekennzeichnet. Die Art wird in der nationalen Roten Liste Deutschlands als „stark gefährdet“ eingestuft. Die Schweizer Rote Liste beurteilt die Situation dieser Torfmoosart als „verletzlich“.
In den USA wird Sphagnum fuscum vom Bundesstaat North Carolina als gefährdet gemeldet.
Wie alle Torfmoose wird auch Sphagnum fuscum auf europäischer Ebene Im Anhang V der Fauna-Flora-Habitat-Richtlinie aufgeführt, nach Artikel 14 dieser Richtlinie sind damit die Nutzung oder die Entnahme aus der Natur unter den Vorbehalt der Aufrechterhaltung eines günstigen Erhaltungszustands gestellt.
Auch die Bundesrepublik Deutschland kennzeichnet die Art wie alle Arten der Gattung nach der Bundesartenschutzverordnung als „besonders geschützt“.
Die Schweiz stellt ebenfalls für alle Torfmoosarten und somit auch für Sphagnum fuscum Schutzregeln auf und schützt zusätzlich die Moore als Lebensraum der Torfmoose.